# Crepidohamma bicolor
Crepidohamma bicolor är en tvåvingeart som först beskrevs av Friedrich Hermann Loew 1866.  Crepidohamma bicolor ingår i släktet Crepidohamma och familjen smalvingeflugor. Inga underarter finns listade i Catalogue of Life.